# Jaguar C-X16
La Jaguar C-X16 est une voiture sportive de prestige produite par le constructeur anglais Jaguar.
La C-X16 est propulsée par un moteur V6 essence de 3 litres dont la puissance spécifique atteint 125 chevaux/litre, une valeur très élevée pour un moteur atmosphérique et d'un moteur électrique de 92 ch, ce moteur reprend le principe du KERS utilisé en Formule 1. Très travaillée aérodynamiquement pour atteindre des vitesses élevées.
Elle est officiellement présentée au Salon de l'automobile de Francfort en septembre 2011.

## Design
Pris en charge par Ian Callum, le design de la C-X16 est fortement influencé par l'aérodynamique. La voiture ressemble beaucoup à la Jaguar F-Type.

## Moteur et performances
En matière de performances, Jaguar envisage pour ses futures supercars une vitesse de pointe de 300 km/h et un 0 à 100 km/h effectué en 4,4 s. La propulsion est assurée par un moteur électrique et un moteur essence de 69 kW et de 280 kW, pour une puissance totale de 467 ch.
Jaguar a également porté son attention sur l'aérodynamique afin d'améliorer les performances. Par exemple, le diffuseur arrière en fibre de carbone dispose de volets aérodynamiques actifs et s'abaisse automatiquement lorsque la vitesse augmente.

## Transmission
Comme la plupart des voitures aujourd'hui la Jaguar C-X16 possède une boite automatique, une boite automatique 8 vitesses ZF.